# Mesocentrus baloghi
Mesocentrus baloghi är en stekelart som beskrevs av Papp 2005. Mesocentrus baloghi ingår i släktet Mesocentrus och familjen bracksteklar. Inga underarter finns listade i Catalogue of Life.